# Anna Leporskaïa
 (février 2022).
Anna Leporskaïa (russe : А́нна Алекса́ндровна Лепо́рская), née le 20 janvier 1900 à Tchernihiv et morte le 14 mars 1982 à Léningrad (Saint-Pétersbourg), est une peintre soviétique de l'avant-garde russe.
Élève et assistante de Kasimir Malevitch, beaucoup de ses œuvres sont exposées à la galerie Tretiakov.
En décembre 2021, son tableau Trois Figures est endommagé alors qu'il était prêté par la galerie Tretiakov au Centre Eltsine (en) par un gardien de musée qui a ajouté des yeux aux personnages sans visage du tableau avec un stylo à bille, nécessitant une restauration de cette œuvre estimée à un million de dollars US.